# Zgališće
Zgališće je naseljeno mjesto u Republici Hrvatskoj u Zagrebačkoj županiji. 

## Zemljopis
Administrativno je u sastavu općine Dubrava. Naselje se proteže na površini od 1,61 km².

## Stanovništvo
Prema popisu stanovništva iz 2001. godine u Zgališću živi 180 stanovnika i to u 67 kućanstava. Gustoća naseljenosti iznosi 111,80 st./km².
| broj stanovnika | 144   | 133   | 120   | 181   | 214   | 255   | 254   | 263   | 273   | 270   | 251   | 218   | 217   | 196   | 180   | 213   | 216   |
|                 | 1857. | 1869. | 1880. | 1890. | 1900. | 1910. | 1921. | 1931. | 1948. | 1953. | 1961. | 1971. | 1981. | 1991. | 2001. | 2011. | 2021. |